# Trio (Timo-Lassy-Album)
Trio ist ein Jazzalbum von Timo Lassy. Die 2020 in den Ambience studios, Helsinki sowie im East Connection Music Recording Studio, Budapest (Streicherpassagen) entstandenen Aufnahmen erschienen im August 2021 auf dem Label We Jazz.

## Hintergrund
Trio ist das Debütalbum von Timo Lassys Trio mit dem Bassisten Ville Herrala und dem Schlagzeuger Jaska Lukkarinen. Die Produktion begann mit diesem Trio. Doch in deren Fortgang begann sich der Klang „zu etwas anderem zu entwickeln,“ so Lassy. Daher kamen auf einigen Titeln als Gastmusiker Valtteri Laurell Pöyhönen bzw. Tuomo Prättälä (Keyboards) hinzu und das Budapest Art Orchestra steuerte Streichereinlagen bei. Bei einigen Tracks wird die Musik durch die Streicher ergänzt, bei anderen hat Lassy subtile elektronische Schattierungen eingebaut. „So arbeite ich sowieso gerne. Während das Trio diese Musik live sehr weit bringen kann, mag ich auf dem Album klanglich ein volleres, bunteres Bild malen.“

## Titelliste
- Timo Lassy: Trio (We Jazz)

1. Foreign Routes
2. Better Together
3. Sointu
4. Sunday 20
5. Subtropical
6. Pumping C
7. Orlo

Die Kompositionen stammen von Timo Lassy.

## Rezeption
Phil Freeman zählte das Album zu den besten Neuveröffentlichungen des Monats und schrieb in Stereogum, mit dem Eröffnungstrack „Foreign Routes“ beginne das Album auf wunderbare Weise; „Lukkarinen legt einen treibenden Backbeat auf, wie Billy Higgins auf einem Blue Note-Album Mitte der 60er Jahre, es gibt einen sanften Spritzer von Synthesizern, und dann kommen die Streicher hinzu, die überall wogen, während Lassy ins Rampenlicht tritt.“ Dieser habe einen gigantischen, Dexter-Gordon-artigen Sound und lasse jeden Ton erklingen, solo wie ein anmutiger Tänzer. Ehrlich gesagt klingt das Stück wie etwas wie der Soundtrack zu einem Spionagefilm aus den 1960er Jahren – kein James-Bond-Film aus der Sean-Connery-Ära, sondern einer der Nachahmungen mit Dean Martin oder James Coburn, so der Autor.

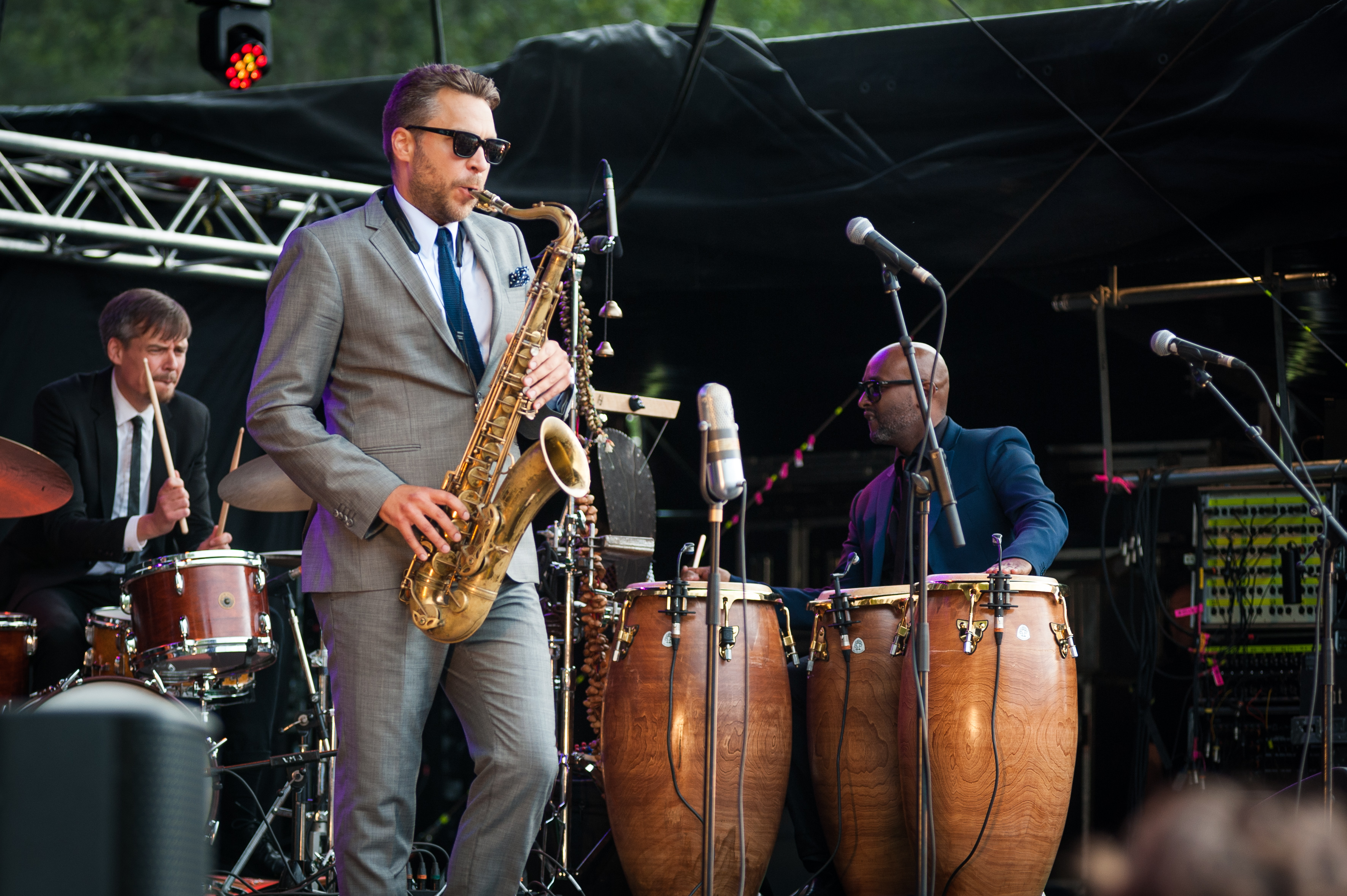
Timo Lassy bei einem Auftritt mit seiner damaligen Band auf dem Festival Ilosaarirock 2016

Fred Grand verlieh dem Album im Jazz Journal vier Sterne und meinte, aus der Post-Acid-Jazz-Clubszene hervorgegangen wie [die Musik von] Gene Ammons oder Eddie „Lockjaw“ Davis, sei Timo Lassys hipper Latin-gefärbter Soul-Jazz immer ein wunderschöner Anachronismus gewesen. Bei seiner jüngsten Arbeit für Helsinkis We Jazz-Kollektiv habe er neue Wege beschritten – zwei Duos mit Schlagzeuger Teppo Mäkynen haben kürzlich die Lücke zwischen gefühlvollem Free Jazz und abstrakter Electronica geschlossen und mit Trio lege Lassy jetzt seine vielleicht ehrgeizigste Aufnahme bis dato vor. Das Spektrum des Saxophonisten reiche von Boogaloo, Bossa Nova, Dub und anderen Idiomen, garniert mit Electronica und Streichern.
Nach Ansicht von Stuart Nicholson, der das Album in Jazzwise rezensierte, erhebe sich die Energie von Timo Lassy mit einer funkigen Souveränität und einem Ton, der so breit sei, dass er Kanal-Fähren im Nebel zum Ausweichen bringe. Dies sei ein Sound, der kommuniziere, „ein Sound, der in einem heißen, verschwitzten Jazzclub um Mitternacht am angenehmsten ist und die Menge auf die Tanzfläche reißt, um eine gute Zeit zu haben“. Die neue Band mit reiner Bass- und Schlagzeugbegleitung sei für Lassy eine anspruchsvolle Herausforderung; er müsse in einem Kontext agieren, in dem er sich nicht verstecken kann, und zeige sich dem bestens gewachsen. Während er auf „Sointu“ und „Sunday 20“ besinnlich und zurückhaltend sei, zeige er sich auf Tracks wie „Pumping C“ und „Subtropical“ von seiner besten Seite. Der Schlüssel zu Lassys Arbeit liege in der Kombination aus Zugänglichkeit und Integrität, resümiert Nicholson – hier gebe es keinen Ausverkauf, es sei solides, hart swingendes Material, das beim Hörer „einen Wohlfühlfaktor“ hinterlasse.